# Darwin Guzmán
Darwin Guzmán (ur. 10 października 1975) – dominikański zapaśnik walczący w stylu wolnym. Zajmował czwarte miejsce na mistrzostwach panamerykańskich w latach 1998-2002. Brązowy medalista igrzysk Ameryki Środkowej i Karaibów w 2002 roku.